# Witalij Kropatschow

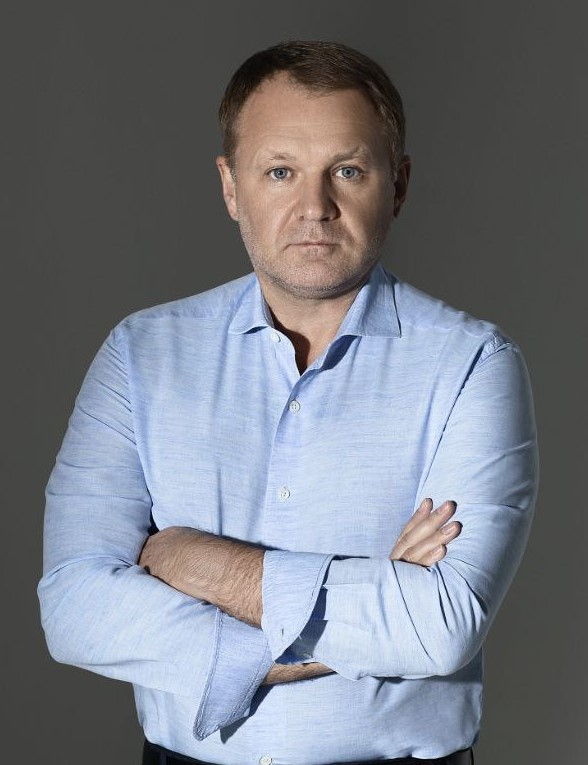
Witalij Kropatschow, 2023

Witalij Walerijowytsch Kropatschow (ukrainisch Віталій Валерійович Кропачов; * 4. Oktober 1973 im Tores in der Oblast Donezk) ist ein ukrainischer Geschäftsmann, der im Kohle- und Gasbergbau tätig ist und Eigentümer der Unternehmensgruppe Ukrdoninwest ist, zu der auch Medienunternehmen gehören. Er ist der Eigentümer des ukrainischen Nachrichtensenders Ukraine World News.

## Leben
Er wurde in Tores, Oblast Donezk, geboren.
Im Jahr 2010 wurde er Abgeordneter des Regionalrats von Donezk. Im Jahr 2011 wurde auf Kropatschow ein Mordanschlag verübt, den der Geschäftsmann mit den Bemühungen der Strukturen von Oleksandr Janukowytsch in Verbindung brachte, ihm sein Geschäft wegzunehmen.
Vor dem Krieg im Donbas galt er als einer der reichsten Geschäftsleute in der Stadt Torez. Er war Eigentümer einer Reihe von Unternehmen, insbesondere der Kohle-Logistikunternehmen Snischnepogrustrans und Torespogrustrans sowie des Toreser Werks für Hartlegierungsplattierungen. Wie Kropatschow in einem Interview erklärte, wurden all diese Vermögenswerte per Dekret des selbsternannten 'Oberhaupts der Volksrepublik Donezk', Alexander Sachartschenko, verstaatlicht. Seit 2014 leben er und seine Familie in Kiew.
Im Jahr 2014 beteiligte er sich zusammen mit dem Führer der Radikalen Partei Oleh Ljaschko, Berater von Innenminister Anton Heraschtschenko und dem damaligen Innenminister Arsen Awakow, an der Gründung des Bataillons Schachtarsk. Im Juli 2014 übergab er Beweise für den Abschuss des Fluges MH17 durch von Russland unterstützte Separatisten an Kiew: Fotos eines russischen BUK-M1-Raketensystems in dem besetzten Snischne und die Kondensspur der Rakete, die das Passagierflugzeug getroffen hatte. Er half dabei, die Fotografen aus dem vorübergehend besetzten Gebiet zu evakuieren. Im selben Jahr kandidierte er für die Werchowna Rada im Wahlkreis Nr. 53 (Oblast Donezk), wurde aber nicht gewählt.
Kropatschow erwarb einige der Kohleanlagen, die zuvor Oleksandr Janukowytsch gehörten: die Anreicherungsanlagen Rosiya (Kotlyarewska), Ukraina und Komsomolska. Janukowytsch persönlich war nach Angaben von Kropatschow nicht an den Verhandlungen beteiligt. Ebenfalls 2017 kaufte er von Ihor Humenjuk eine Mehrheitsbeteiligung an der Krasnolymanske LLC, die im Rahmen einer staatlich-privaten Partnerschaft Kohle im Bergwerk Krasnolymanska abbaut. Im Jahr 2018 machte das Bergwerk 45 % der Kohlelieferungen für Centrenergo aus und wurde zum viertgrößten steuerzahlenden Unternehmen in der Oblast Donezk.
Im Jahr 2017 begann er eine Zusammenarbeit mit Sany Heavy Industries, einem chinesischen Maschinenbauunternehmen, das Ausrüstung für den Kohlebergbau herstellt. Gemeinsam gewannen sie viele staatliche Bergbauausschreibungen und traten in Konkurrenz zu Corum von Rinat Achmetow. Witalij Kropatschow erklärte den Wunsch, die Produktion chinesischer Tunnelausrüstungen in der Ukraine zu organisieren.
Im Jahr 2019 wurde er zum ersten Mal in die Rangliste der reichsten Ukrainer aufgenommen, die von der Zeitschrift Nowoe Wremja und der Investmentgesellschaft Dragon Capital erstellt wurde. Mit einem Vermögen von 101 Millionen Dollar belegte er den 63. Platz. Im Jahr 2020 sank der Wert des Vermögens des Geschäftsmannes laut der NW-Bewertung auf 81 Millionen Dollar (Platz 96 in der Liste der reichsten Ukrainer), und 2021 fiel er aus der Wertung.

## Medienbranche
Im Jahr 2019 wurde er Eigentümer von drei lokalen Fernsehsendern: Info 24, TVi und Pogoda.
Am 17. Dezember 2021 erwarb Kropatschows Unternehmen Ukrdoninwest Media den digitalen Multiplex-Betreiber Era Production, der über eine Lizenz zur Ausstrahlung von 12 Programmen verfügt.
Am 19. Juli 2022 wurde Ukrdoninwest Media alleiniger Nutznießer der Corona Sunrise LLC, die die digitale Lizenz für Channel 4 besitzt. Am 6. Oktober 2022 erteilte der Nationale Rundfunk- und Fernsehrat der Ukraine die Lizenz für Kanal 4 unter der Marke Tak TV neu.
Für den 22. Januar 2023 plante die Ukraine den Start eines neuen landesweiten Nachrichtensenders Ukrainе World News. Dmytro Skydan, technischer Direktor des Senders, bestätigte in einem Medienkommentar, dass der Investor und Eigentümer des Senders Witalij Kropatschow ist.

## Familie
Er ist verheiratet und hat eine Tochter und einen Sohn.